# MedAustron

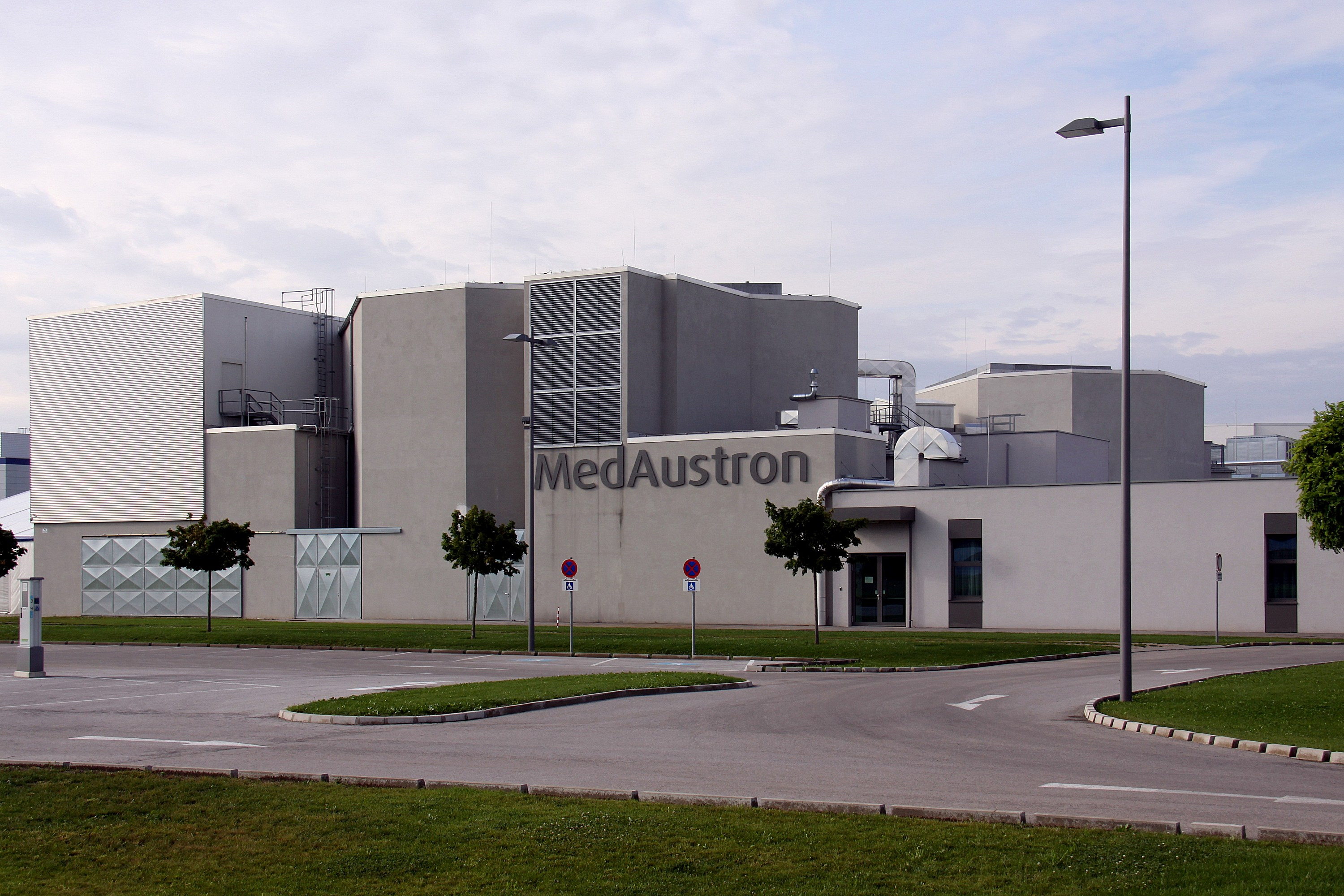
MedAustron in Wiener Neustadt (2015)

MedAustron ist ein interdisziplinäres und überregionales österreichisches Zentrum für die Krebsbehandlung mit Partikeltherapie, die Erforschung und Weiterentwicklung dieser relativ neuen Therapieform sowie die nichtklinische Forschung mit Protonen und schwereren Ionen. Nach der Bauphase im Jahr 2011, der Installation des Teilchenbeschleunigers 2012 und dem technischen und medizinischen Probebetrieb 2013 und 2014 erfolgte im Jahr 2016 die erste Patientenbestrahlung.
Die Einrichtung in Wiener Neustadt wurde mit einem Investitionsvolumen in Höhe von rund 200 Millionen Euro realisiert. Im Vollbetrieb der Anlage sollen etwa 1200 Patienten pro Jahr behandelt werden können. Bei MedAustron arbeiten rund 150 Personen, dazu kommen noch rund 30 Wissenschaftler. 

## Geschichte
Ursprünglich wurde in den frühen 1990er Jahren im Rahmen des Projekts Austron von einem gleichnamigen Verein der Plan verfolgt, in Österreich eine Neutronen-Spallationsquelle als Großforschungsanlage für Teilchenstrahlung zu errichten. Als kostengünstige Alternative zu diesem Projekt wurde parallel dazu ab Ende der 1990er Jahre MedAustron konzipiert. 1996 wurde mit der finanziellen Unterstützung der Stadt Wiener Neustadt und des Landes Niederösterreich eine Basis in Form eines Büros im Regionalen Innovationszentrum (RIZ) geschaffen, wo wesentliche Teile einer dreibändigen Machbarkeitsstudie erarbeitet wurden. Diese bildete die Basis der folgenden Design Studie, die 2004 herausgegeben wurde. Nach zahlreichen Finanzierungsverhandlungen von Seiten der Betreiber- und Errichtungsgesellschaften mit dem Land Niederösterreich, der Stadt Wiener Neustadt und dem Bund sowie einer gescheiterten Ausschreibung im Jahr 2006 fand im Jahr 2011 die Grundsteinlegung statt. Im Jahr 2012 wurde das Gebäude fertig gestellt und im Folgejahr mit dem Aufbau des Teilchenbeschleunigers und dem Positionierungssystem begonnen. Im Jänner 2013 wurde die erste Ionenquelle feierlich übergeben. Parallel dazu wurde das Vorhaben dem Rechnungshof unterbreitet. Der technische Probebetrieb und die Installation der Medizintechnik erfolgte ab 2014, die medizinphysikalische Kommissionierung 2015.
Im August 2016 wurde der Bestrahlungsraum samt Protonenstrahl offiziell an die Wissenschaft übergeben.
Am 5. Dezember 2016 hätte ursprünglich der erste Tumorpatient behandelt werden sollen. Wegen fehlender Genehmigungen musste dieser Termin jedoch noch kurzfristig verschoben werden. Am 14. Dezember 2016 erfolgte die letzte fehlende Zertifizierung; damit war die rechtskräftige Benützungsbewilligung erteilt und die ersten Tumorpatienten konnten behandelt werden. Mitte 2017 wurde der zweite Behandlungsraum in Betrieb genommen. Im Juli 2019 konnte erstmals begonnen werden, mit Kohlenstoffionen zu arbeiten. 2022 folgte Ludwig Gold Alfred Zens als Geschäftsführer nach.

## Teilchenbeschleuniger und Anlage
Die gesamte MedAustron-Anlage besteht aus drei Bereichen: aus dem Teilchenbeschleuniger, dem Therapie- und dem Forschungsbereich.

### Teilchenbeschleuniger
Um verschiedene Arten von geladenen Teilchen für die Therapie und die Forschung erzeugen zu können, ist eine Synchrotron-basierte Anlage erforderlich. Ein Synchrotron ist eine Art ringförmiger Teilchenbeschleuniger.
Drei Ionenquellen erzeugen bei MedAustron die für die Bestrahlung verwendeten Teilchen: Dazu wird Kohlendioxid CO2 bzw. Wasserstoffgas H2 auf extrem hohe Temperaturen erhitzt und damit Plasma erzeugt. Durch elektrische Felder werden aus diesem Plasma die positiv geladenen Ionen von den negativ geladenen Elektronen getrennt. Danach erfolgt in einem Linearbeschleuniger die erste Stufe der Beschleunigung der Ionen auf etwa 12 Prozent der Lichtgeschwindigkeit. Im nächsten Schritt werden die Ionen im Synchrotron auf eine Kreisbahn mit einer Länge von rund 80 Metern geführt, wo starke magnetische Felder die geladenen Teilchen ablenken und bei jedem Durchlauf schrittweise weiter beschleunigen. Die Beschleunigeranlage wurde aus mehr als 1.000 Komponenten aus 23 Ländern und von über 200 Herstellern in Wiener Neustadt entwickelt und zusammengebaut. Der größte Steuerungsmagnet wiegt 120 Tonnen. 
Die MedAustron-Anlage ermöglicht im medizinischen Betrieb einen Energiebereich von 60 bis 250 MeV für Protonen und 120 bis 400 MeV/u für Kohlenstoffionen. Für die Forschung stehen Protonenenergien bis 800 MeV zur Verfügung. Die Partikel erreichen dabei etwa zwei Drittel der Lichtgeschwindigkeit, also rund 200.000 Kilometer in der Sekunde. Die Energie der Teilchen korrespondiert mit der Eindringtiefe des Strahls in den Körper, wobei ein Maximum von 30 Zentimetern erreicht werden kann.
Die Teilchen werden im Anschluss in einen der vier Bestrahlungsräume geleitet, wobei ein Raum für die nichtklinische Forschung optimiert ist und die drei restlichen Räume der Behandlung von Krebspatienten dienen.
Im November 2019 waren für die Protonentherapie und die Kohlenstofftherapie zwei horizontale und ein vertikaler Strahl verfügbar, eine bewegliche Strahlführung (Gantry) für die Protonentherapie ist im Bau.

### Bauweise
Beim Auftreffen von hochenergetischen Teilchen auf abschirmende Bauteile entstehen Sekundärstrahlungsfelder, für deren Abschirmung zunächst viele Meter dicke Massivbetonbauteile vorgesehen waren. Die gesamte Konstruktion der Strahlenabschirmung erfolgte schließlich in einer Forster-Sandwich-Construction ausgeführt, mit 30 cm dicken Wänden. Es konnte dadurch auch auf Dehnfugen verzichtet werden. Die Konstruktion folgt bionischen Gedanken und wird von einem Stahlbetonnetz von Waben durchzogen. Je nach anstehender Art und Belastung durch Strahlung werden diese Zellen dann mit dichtestmöglich kompaktierten Mineralstoffen nachsetzungsfrei befüllt. Im vorliegenden Projekt wurde überwiegend der natürlich anstehende Kies der eigenen Baugrube, aber auch importiertes Magnetit qualitätsgesichert verbaut.
Durch die Sandwich-Bauweise konnte auf große Mengen von Zement und Betonstahl verzichtet werden.

## Therapie

### Ionentherapie
Bei der Ionentherapie kommen nicht, wie bei der herkömmlichen Strahlentherapie, Photonen- oder Elektronenstrahlen zum Einsatz, sondern Ionenstrahlen. Alle Protonen- und Ionentherapien nutzen den so genannten „Bragg-Peak-Effekt“ aus:
Die Teilchen geben ihre Energie beim Durchfliegen des Gewebes ungleichmäßig ab, am intensivsten ist die Energieabgabe kurz bevor sie zum Stillstand kommen. Dieser Punkt kann mit der anfänglichen Teilchengeschwindigkeit bestimmt werden, das Gewebe dahinter wird geschont. Daher wird die Ionentherapie zur Behandlung von Tumoren in der Nähe von strahlenempfindlichen Organen, wie zum Beispiel dem Gehirn und dem Rückenmark, den Augen, der Leber und der Lunge verwendet.
Auch bei kindlichen Tumoren ist häufig eine Ionentherapie indiziert.

### Behandlung & Behandlungsräume
MedAustron verfügt über vier Bestrahlungsräume, drei davon für Patienten. Die Räume unterscheiden sich hinsichtlich der Flexibilität des Teilchenstrahls.
Ein wesentlicher Faktor ist die genaue Positionierung der Patienten während der Behandlung. Für MedAustron wurde ein Industrieroboter speziell für den medizinischen Einsatz und die exakte Positionierung der Patienten entwickelt. Mit diesen speziellen Behandlungsliegen sind alle Behandlungsräume ausgestattet. Das deckenmontierte System ermöglicht die Ausrichtung des Patienten auf einen halben Millimeter genau.
Vor der Behandlung wird der Tumor Schicht für Schicht gescannt, um eine 1:1-Nachbildung des Tumors und des Umfeldes zu bekommen. Diese Bilder dienen als Grundlage für die Planung der Bestrahlung, die Ärzte und Radiologietechnologen gemeinsam mit Medizinphysikern vornehmen. Je nach Lage und Beschaffenheit des Tumors wird der Teilchenstrahl mit der erforderlichen Energie in den Behandlungsraum geleitet. Das MedAustron-Synchrotron liefert Strahlen auf 256 Energiestufen.
Erwartet werden ab dem Vollbetrieb 2020 24.000 Bestrahlungen an etwa 1.200 Patienten pro Jahr. Bis zum September 2023 wurden insgesamt 2.000 Patienten behandelt.
Die Behandlung findet stets ambulant statt, wobei über mehrere Wochen täglich eine Bestrahlung durchgeführt wird. Die Dauer variiert individuell zwischen drei und sieben Wochen.

## Forschung
Der translationalen Forschung steht ein eigener Bestrahlungsraum zur Verfügung. Erforscht wird unter anderem, wie der Einsatz von Bildgebung die punktgenaue Bestrahlung der Tumoren ermöglichen kann. Entsprechende Erkenntnisse könnten rasch in die Therapie übergeleitet werden. Untersucht werden soll auch, wie sich Strahlen auf bestimmte Organe und Gewebeteile auswirken.
Die Strahlenbiologie untersucht die biologische Wirkung von Strahlungen auf Lebewesen. Vor allem chronische Wirkungen an Tumor- und Normalgewerbe im Zusammenhang mit der Strahlentherapie sind Forschungsgegenstand. Dabei arbeitet sie mit molekularbiologischen, zytogenetischen und zytometrischen Methoden an unterschiedlichen Organismen und Zellsystemen. Auf DNS-Niveau werden die strahlenbedingte Mutagenese und deren Reparatur untersucht. Ein wichtiger Teil der Forschung stellt das Identifizieren von Tumor- und Nebenwirkungsmarkern dar.
Die medizinische Strahlenphysik und die Radioonkologie sind in High-Tech-Anwendungen wie der Ionentherapie eng verzahnt. Dabei geht es einerseits um Forschung in den Kernthemen der medizinischen Strahlenphysik, wie Dosimetrie, Dosisberechnung und Bestrahlungsplanung, und andererseits um neue Felder wie funktionale und morphologische Bildgebung. Letzteren kommt in der adaptiven und bildgesteuerten Strahlentherapie besondere Bedeutung zu.
Die Ergebnisse der strahlenphysikalischen Arbeiten können Erkenntnisse über Sekundärstrahlung liefern, zur Verbesserung von Bestrahlungsplanungssystemen beitragen, die Überwachung der Therapie mittels in vivo Reichweitenmessung ermöglichen und grundlegende Kenngrößen zur Beschreibung nuklearer Reaktionen liefern.

### Professuren an den Universitäten
In Kooperation mit der Medizinischen Universität Wien und der Technischen Universität Wien wurden in den Jahren 2014 und 2015 insgesamt drei Professuren geschaffen. Dazu zählen die beiden Professuren „Medizinische Strahlenphysik und Onkotechnologie“ sowie „Angewandte und Translationale Strahlenbiologie“ an der Medizinischen Universität Wien. Am Atominstitut der Technischen Universität Wien wurde in der Gruppe Strahlenphysik eine eigene Professur eingerichtet.

## Unternehmen

### Beschäftigung
Rund 50 der derzeitigen Mitarbeiter waren zuvor am europäischen Kernforschungszentrum CERN in der Schweiz beschäftigt. Derzeit arbeiten 150 Mitarbeiter aus 18 Nationen bei MedAustron. Im Vollbetrieb werden es ca. 180 Mitarbeiter sein. Typische Berufsbilder bei MedAustron sind Physiker, Techniker verschiedenster Fachrichtungen, Fachärzte für Radio-Onkologie, Medizinphysiker und Radiologietechnologen. Zur Aus- und Weiterbildung von medizinischem Fachpersonal bestehen Kooperationen mit internationalen und österreichischen medizinischen Universitäten und Kliniken.

### Finanzierung
Das MedAustron Zentrum für Ionentherapie und Forschung wird durch die finanzielle Unterstützung der Republik Österreich, des Landes Niederösterreich sowie der Stadt Wiener Neustadt ermöglicht. Dabei steht die EBG MedAustron im mittelbaren Eigentum des Landes Niederösterreich. Für die Errichtung des Zentrums wurden rund 200 Millionen Euro investiert.
Nach der Anschubfinanzierung von 41 Millionen Euro vom Bund, dem Grundstück und 1,9 Millionen Euro von der Stadt und 3,7 Millionen Euro sowie Haftungen über 290 Millionen Euro vom Land Niederösterreich erwartet die Stadt, dass ab 2022 „positive Zahlen“ geschrieben werden.

### Standort
Wiener Neustadt ist ein Bildungs-, Forschungs- und Wirtschaftsstandort. In der Nähe befinden sich das Landesklinikum Wiener Neustadt mit einem Tumorzentrum (Forschungszentrum) und die Fachhochschule Wiener Neustadt mit Ausbildungszweigen in Technik und Gesundheit.

### Projekt in Teheran
Unter Leitung von MedAustron wurde im Jahr 2017 der Bau eines ähnlichen Projektes in Teheran begonnen.
Ende Jänner 2019 wurde Massud Mossaheb, der Generalsekretär der Österreichisch-Iranischen Gesellschaft, bei der Begleitung einer Delegation der MedAustron in Teheran verhaftet und im August 2020 wegen angeblicher Spionage für Deutschland und Israel zu zehn Jahren Haft verurteilt. Dessen Familie stellte einen direkten Bezug seines Aufenthalts im Iran mit der Berater-Tätigkeit für MedAustron her, der MedAustron-Geschäftsführer Alfred Zens sah in einer ersten Stellungnahme „keinen direkten Zusammenhang“. Er bestätigte später, Mossaheb habe „einen Teil der Gespräche begleitet“.

### Gesellschaften
MedAustron ist neben der Medizinischen Universität Wien, der Technischen Universität Wien sowie dem Land Niederösterreich einer der Gesellschafter der Karl Landsteiner Privatuniversität für Gesundheitswissenschaften.

## Fachliteratur und wissenschaftliche Arbeiten
- H. Hentschel: MedAustron – Ionentherapie in Österreich (Stand: 2016)